# Astragalus shahbazanicus
Astragalus shahbazanicus là một loài thực vật có hoa trong họ Đậu. Loài này được (Bornm.) Podl. miêu tả khoa học đầu tiên năm 1999.